# Tunnel Baumleite
Der Tunnel Baumleite ist ein Eisenbahn-Tunnel der Neubaustrecke Ebensfeld–Erfurt von 1317 Metern Länge (Streckenkilometer 121,363 bis 122,680) bei Schalkau (Thüringen). Er gehörte zum Bauabschnitt 3211 der Neubaustrecke und unterquert den bis zu 528,6 m hohen Höhenrücken Baumleite, einen Ausläufer des Thüringer Schiefergebirges, genauer des Südlichen Hohen Schiefergebirges, und trägt daher seinen Namen.

## Lage
Das Südportal des Tunnels liegt rund einen halben Kilometer nordwestlich des Ortsteils Grümpen der Gemeinde Frankenblick.
Nördlich folgt dem Tunnel in einem längeren Einschnitt der Bahnhof Theuern. Südlich des Tunnels schließt sich die Grümpentalbrücke an.
Geologisch verläuft der Tunnel durchgehend im Unteren Muschelkalk, der Karsterscheinungen aufweist.

## Verlauf
Die Gradiente steigt zum Nordportal hin konstant mit 12,5 Promille an.
Die Überdeckung liegt im Bereich des Südportals bei rund 23 m und steigt bis auf rund 30 m an. Im mittleren Drittel des Tunnels fällt sie auf rund 8 m ab, um im nördlichen Drittel wieder auf etwa 24 m anzusteigen. Zum Nordportal hin fällt die Überdeckung wieder auf 14 m über Tunnelfirst ab.
Bei Streckenkilometer 121,945 befindet sich westlich vom Tunnel, im Achsabstand von 30 m, ein Rettungsschacht von etwa 39 m Tiefe, der über einen Querstollen an den Notausgang 2 und über einen 87 m langen, begehbaren Parallelstollen bei Streckenkilometer 121,858 an den Notausgang 1 angeschlossen ist. Der Rettungsplatz am Schachtgebäude ist über einen Forstweg an die Bundesstraße 89 angebunden. Der dritte Notausgang bei Streckenkilometer 122,445 führt über einen begehbaren, 235 m langen Parallelstollen zum Nordportal. Damit ist ein maximaler Abstand der Notausgänge von 500 m vorhanden.

## Geschichte

### Planung
Die Deutsche Bahn kündigte die Ausschreibung über die Errichtung des Tunnels im März 2008 für August selben Jahres an. Die Ausschreibung über den Rohbau des Tunnels wurde Mitte Oktober 2008 veröffentlicht. Der geschätzte Netto-Auftragswert für die Errichtung von Tunnel, Notausgang, Einschnitt und Deponierung des Ausbruchs liegt bei 39,5 Millionen Euro (Stand: März 2008). Mitte 2010 wurde ein Investitionsvolumen von 50 Millionen Euro angegeben.
Die Submission erfolgte am 18. Dezember 2008. Der Bauvertrag soll von Mai 2009 bis Anfang Januar 2012 laufen. Zusätzlich zur ausgeschriebenen Leistung wurde ein parallel zum Hauptröhre verlaufender, begehbarer Fluchttunnel beauftragt, der aus zwei Abschnitten mit 235 m und 80 m Länge besteht.

### Bau
Der Tunnel wurde in Spritzbetonbauweise vom Nordportal Richtung Süden errichtet. Die geschätzten Gesamt-Ausbruchsmassen lagen bei 240.000 m³. Darüber hinaus wurde ein Einschnitt von rund 16.000 m³ errichtet.
Am 14. Oktober 2009 erfolgte der feierliche Anschlag. Die Tunnelpatenschaft hatte die Bürgermeisterin Sonnebergs, Sibylle Abel, übernommen.
Am 26. Mai 2010 waren 1000 Meter des Tunnels vorgetrieben. Der Durchschlag wurde am 15. Juli 2010 gefeiert. Im Juni 2011 war die innere Tunnelschale fertiggestellt. Ende 2011 waren die Arbeiten am Tunnel abgeschlossen.
Die Überschussmassen wurden auf der Deponie Galgenberg Ost (50° 25′ 2″ N, 11° 1′ 32″ O) untergebracht.
Am 17. Mai 2012 (Himmelfahrtstag) durchwanderten mehr als 1000 Besucher den an diesem Tag geöffneten Tunnel. Am 25. März 2017 trainierten rund 300 Rettungskräfte im Tunnel einen Ernstfall.

### Betrieb
Am 1. September 2019 blieb ein ICE aufgrund eines technischen Defekts mehr als zweieinhalb Stunden im Tunnel liegen. 500 Reisende wurden in einen nachfolgenden Zug evakuiert.

## Fotos

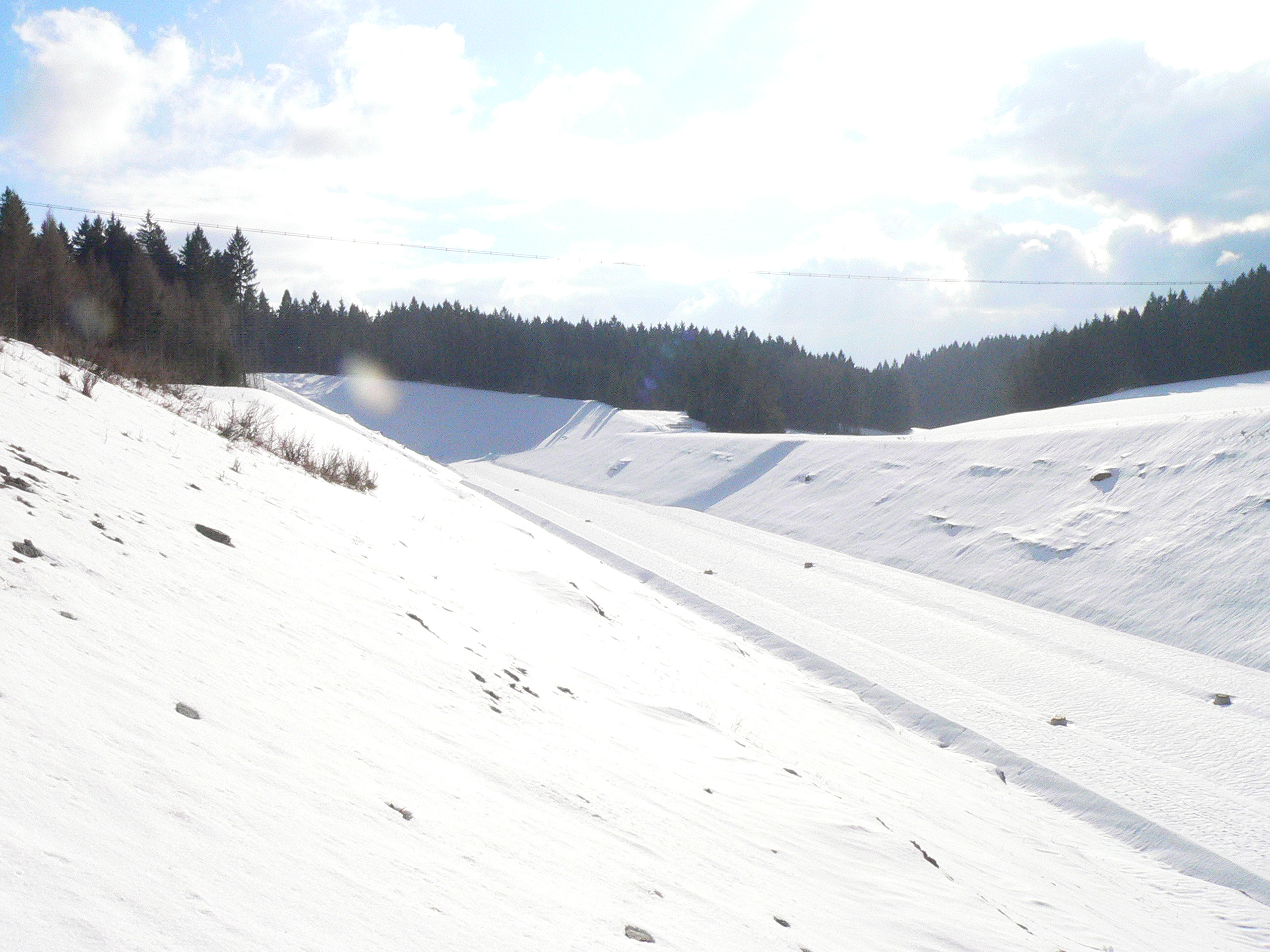
Nördlicher Voreinschnitt (Januar 2009)
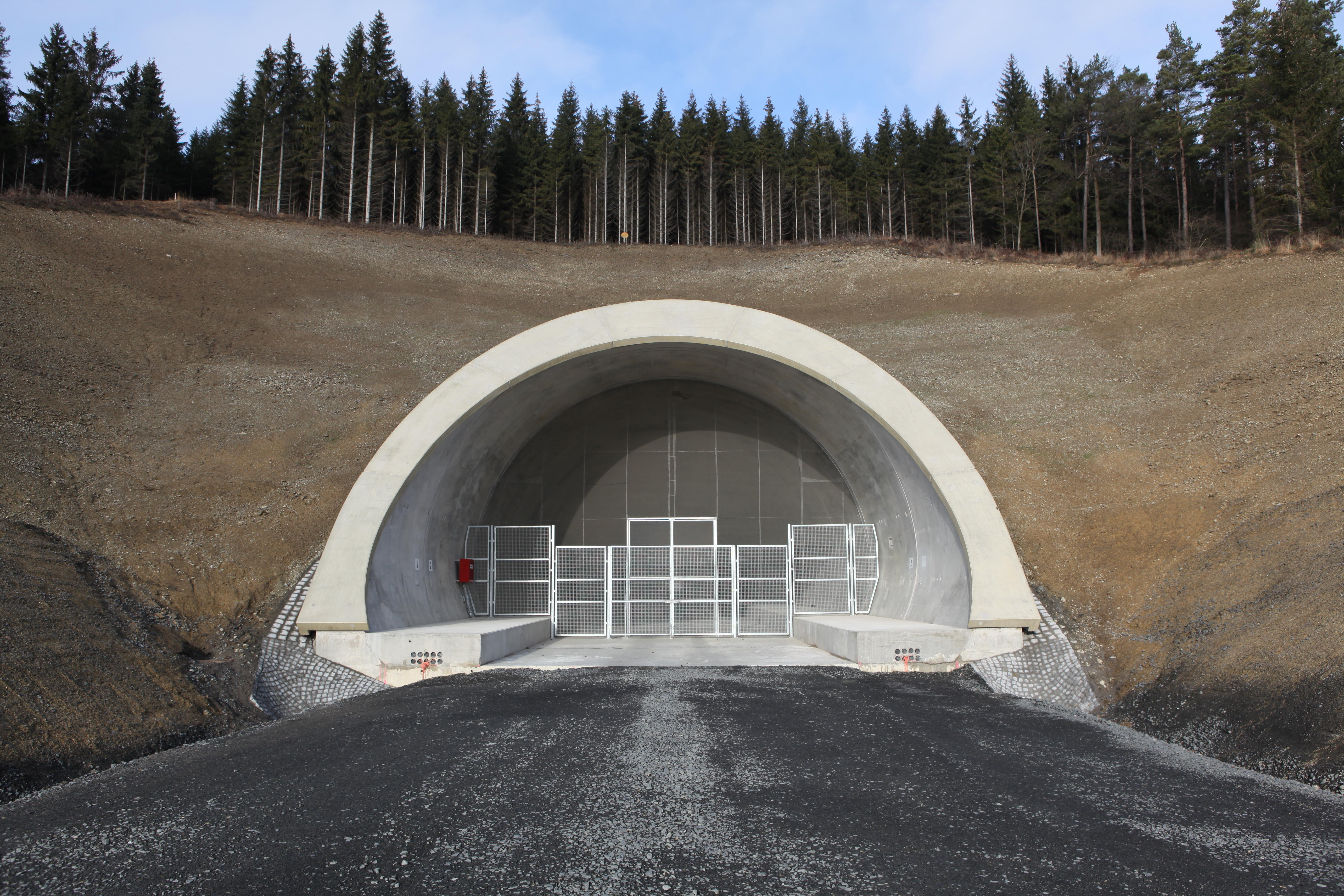
Südliches Tunnelportal (Dezember 2011)
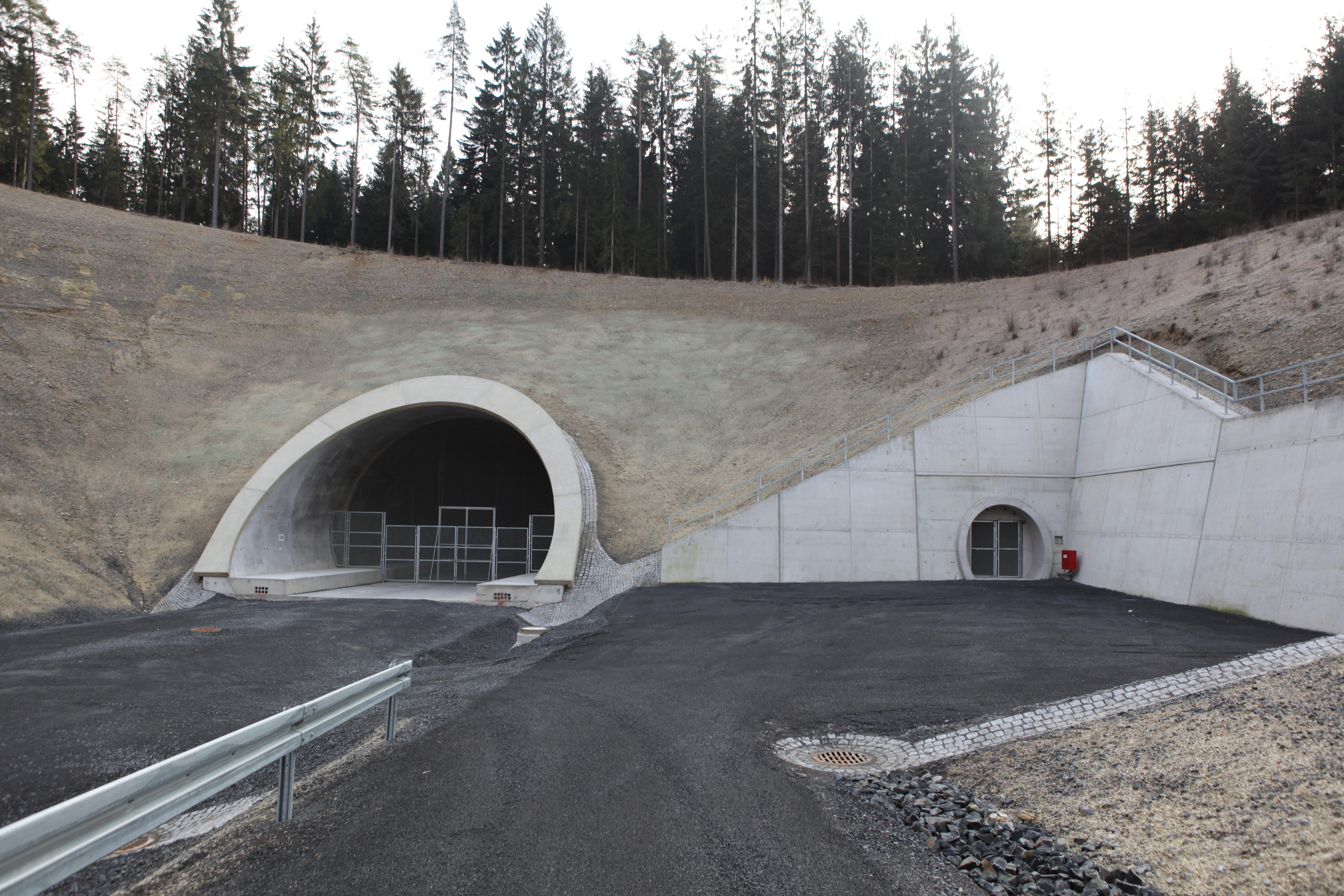
Nördliches Tunnelportal und Fluchttunnelportal (Dezember 2011)
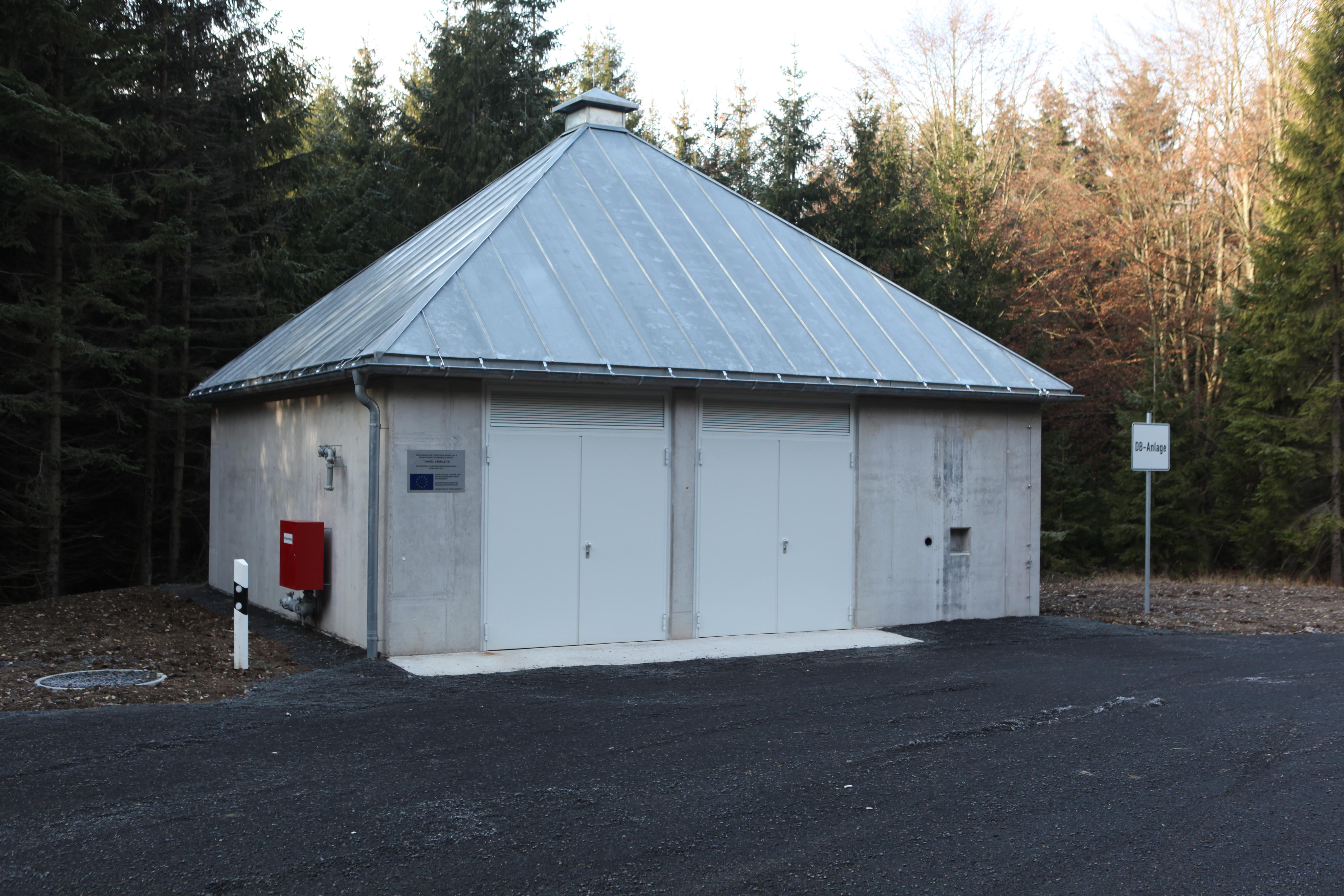
Rettungsschachtgebäude 50° 24′ 2,7″ N, 11° 1′ 47,4″ O